# امبوهیتومپوینا
امبوهیتومپوینا (به لاتین: Ambohitompoina) یک سکونتگاه مسکونی در ماداگاسکار است که در واکینانکاراترا واقع شده‌است.

## خصوصیات
امبوهیتومپوینا ۴۱٬۰۰۰ نفر جمعیت دارد و ۱٬۶۰۶ متر بالاتر از سطح دریا واقع شده‌است.